# Hans Rickman
Pour les articles homonymes, voir Rickman.
Hans Rickman, né le 14 juillet 1949 à Stockholm en Suède, est un astronome suédois.

## Biographie
Après avoir obtenu un doctorat de l'université de Stockholm, respectivement en 1969 et en 1977, il a continué à partir de 1980 sa carrière à l'université d'Uppsala où il est devenu professeur d'astronomie en 1998.
Le Centre des planètes mineures le crédite de la découverte de 2 astéroïdes, effectuée en 1976 avec la collaboration de Claes-Ingvar Lagerkvist.
L'astéroïde (3692) Rickman lui est dédié,.
Il a été récompensé en 2012 de la médaille David-Bates de l'Union géophysique européenne.
| (4050) Mebailey | 20 septembre 1976 |
| (5934) Mats     | 20 septembre 1976 |